# Список сенаторов США от штата Вашингтон
Сена́торы США от штата Вашингтон являются представителями штата Вашингтон в Сенате США — верхней палате Конгресса США, высшего федерального органа законодательной власти страны. Сенат США состоит из 100 членов, по два сенатора от каждого из пятидесяти штатов США.
Каждый сенатор избирается сроком на 6 лет, при этом каждые два года происходят перевыборы трети сенаторов. В зависимости от этого сенаторы США подразделяются на три класса. Сенаторы каждого из этих классов обладают одинаковой значимостью — единственное отличие состоит во времени их переизбрания. От штата Вашингтон избираются сенаторы 1-го и 3-го класса.
В настоящее время сенаторами США от штата Вашингтон являются демократы Мария Кантуэлл (Maria Cantwell, 14-й сенатор 1-го класса) и Патти Мюррей (Patty Murray, 10-й сенатор 3-го класса). Патти Мюррей является сенатором с 3 января 1993 года, а Мария Кантуэлл вступила в должность 3 января 2001 года.